# Anisonyx ignitus
Anisonyx ignitus är en skalbaggsart som beskrevs av François Louis Nompar de Caumont de Laporte 1840. Anisonyx ignitus ingår i släktet Anisonyx och familjen Melolonthidae. Inga underarter finns listade i Catalogue of Life.